# Polycentropus divergens
Polycentropus divergens là một loài Trichoptera trong họ Polycentropodidae. Chúng phân bố ở miền Cổ bắc.